# Demetre II. der Selbstaufopferer

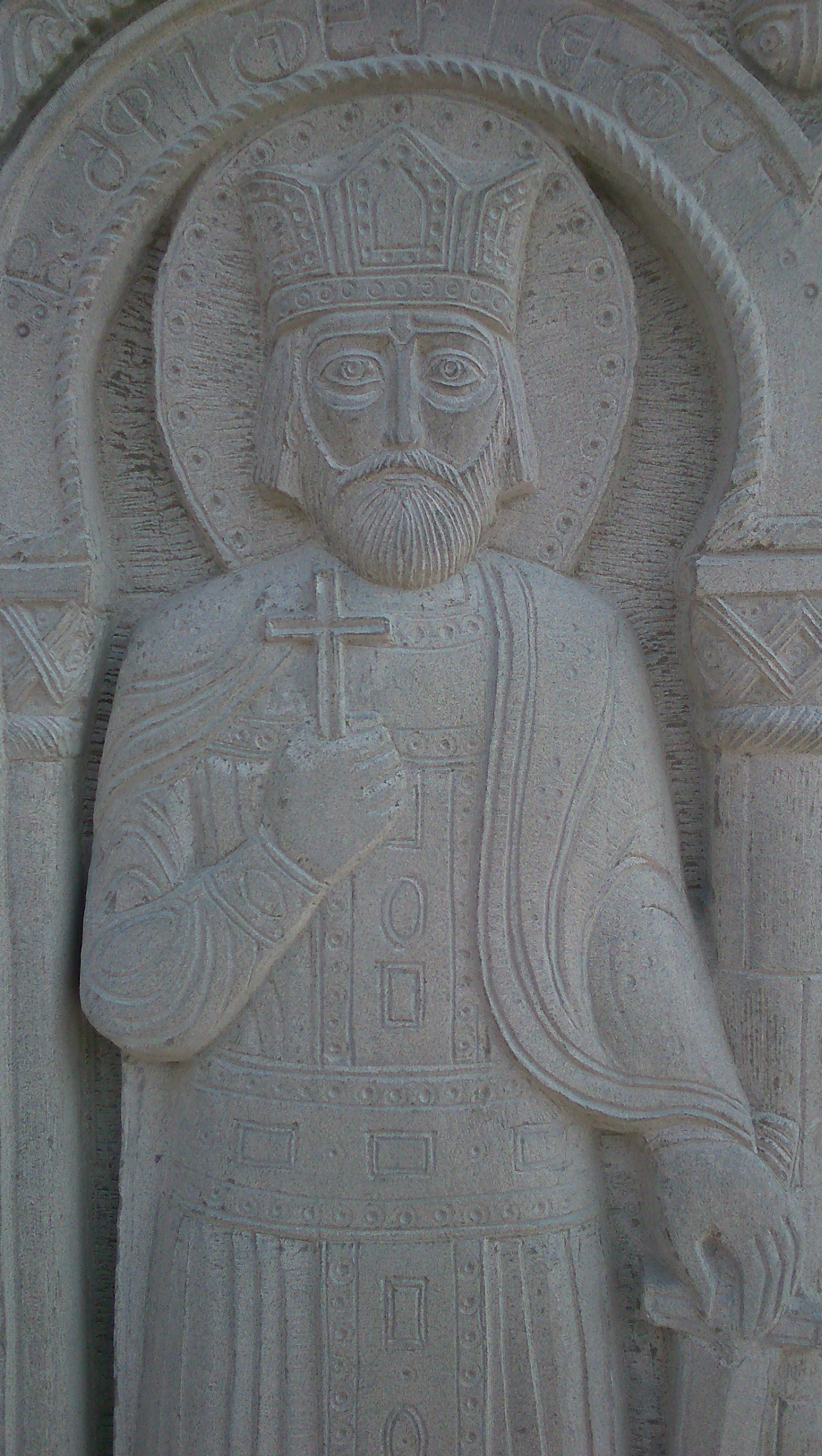
Demetre II.

Demetre II. der Selbstaufopferer (georgisch დემეტრე II თავდადებული; * um 1260; † (hingerichtet) 12. März 1289) war von 1270 bis 1289 König von Georgien.

## Leben
Als sein Vater David VII. Ulu starb, war Demetre noch minderjährig. Für ihn führte sein Onkel Sadun Mankaberdeli bis 1278 die Regierungsgeschäfte. Während seiner umsichtigen Regentschaft und Demetres aktiver Regierung erstarkte die Königsgewalt in Georgien wieder und das Land erlebte trotz Mongolenherrschaft eine Periode relativen Wohlstandes. Ausdruck dafür ist der Bau der imposanten Metechi-Kirche in Tiflis.
Als Demetre von den Mongolen des Abfalls verdächtigt und das Land mit harten Repressalien bedroht wurde, lieferte sich Demetre freiwillig den Mongolen aus, um Georgien vor einer erneuten Zerstörung zu bewahren. Im Lager des Mongolenherrschers, des Il-Khans Arghun (1284/91) wurde er gefoltert und enthauptet. Vom georgischen Volk erhielt er den Beinamen „der Enthauptete“ oder „der Selbstaufopferer“.
Demetre stiftete die Metechi-Kirche in Tiflis.